# Neosymydobius agrifoliae
Neosymydobius agrifoliae är en insektsart som först beskrevs av Essig 1917.  Neosymydobius agrifoliae ingår i släktet Neosymydobius och familjen långrörsbladlöss. Inga underarter finns listade i Catalogue of Life.